# Светлозарит
Светлозарит е рядък минерал, открит от Михаил Малеев. Наименуван е в чест на младия петрограф Светлозар Ботев (1940 - 1971), участвал в изучаването на зеолити от България. Високосилициев зеолит с химична формула (Ca, K, Na)2Al2Si12O28.6H2O.
Минералът е открит в халцедонови приложки в андазитови скали западно от село Звездел. Той е под формата на безцветни до снежнобели сферолити с диаметър от 5 до 15 μm, с радиално-лъчест и концентричен строеж. Блясъкът на минерала е стъклен до бисерен. Той е прозрачен и има цепителност.